# Lopik
Lopik – miasto i gmina w Holandii, w prowincji Utrecht, nad rzeką Lek. Gmina składa się z dziesięciu miejscowości: Benschop, Cabauw, Jaarsveld, Lopik, Lopikerkapel, Polsbroek, Polsbroekerdam, Uitweg, Willige Langerak oraz Zevender.